# Sampanahan (kecamatan)
Sampanahan (indonez. Kecamatan Sampanahan) – kecamatan w kabupatenie Kotabaru w prowincji Borneo Południowe w Indonezji.
Kecamatan ten leży nad wodami zatoki Teluk Pamukan. Od północy graniczy z kacematanem Pamukan Utara, od wschodu z kecamatanem Pamukan Selatan, od południa z kecamatanami Kelumpang Utara i Kelumpang Tengah, od zachodu z kecmatanem Kelumpang Barat, a od północnego zachodu z kecamatanem Sungai Durian.
W 2010 roku kecamatan ten zamieszkiwały 9 884 osoby, z których 100% stanowiła ludność wiejska. Mężczyzn było 5 241, a kobiet 4 643. 9 667 osób wyznawało islam, a 156 chrześcijaństwo.
Znajdują się tutaj miejscowości: Banjar Sari, Basuang, Gunung Batu Besar, Papaan, Rampa Manunggul, Sampanahan, Sampanahan Hilir, Sungai Betung, Sepapah, Sukamaju.